# Tibet-Museum (Lhasa)

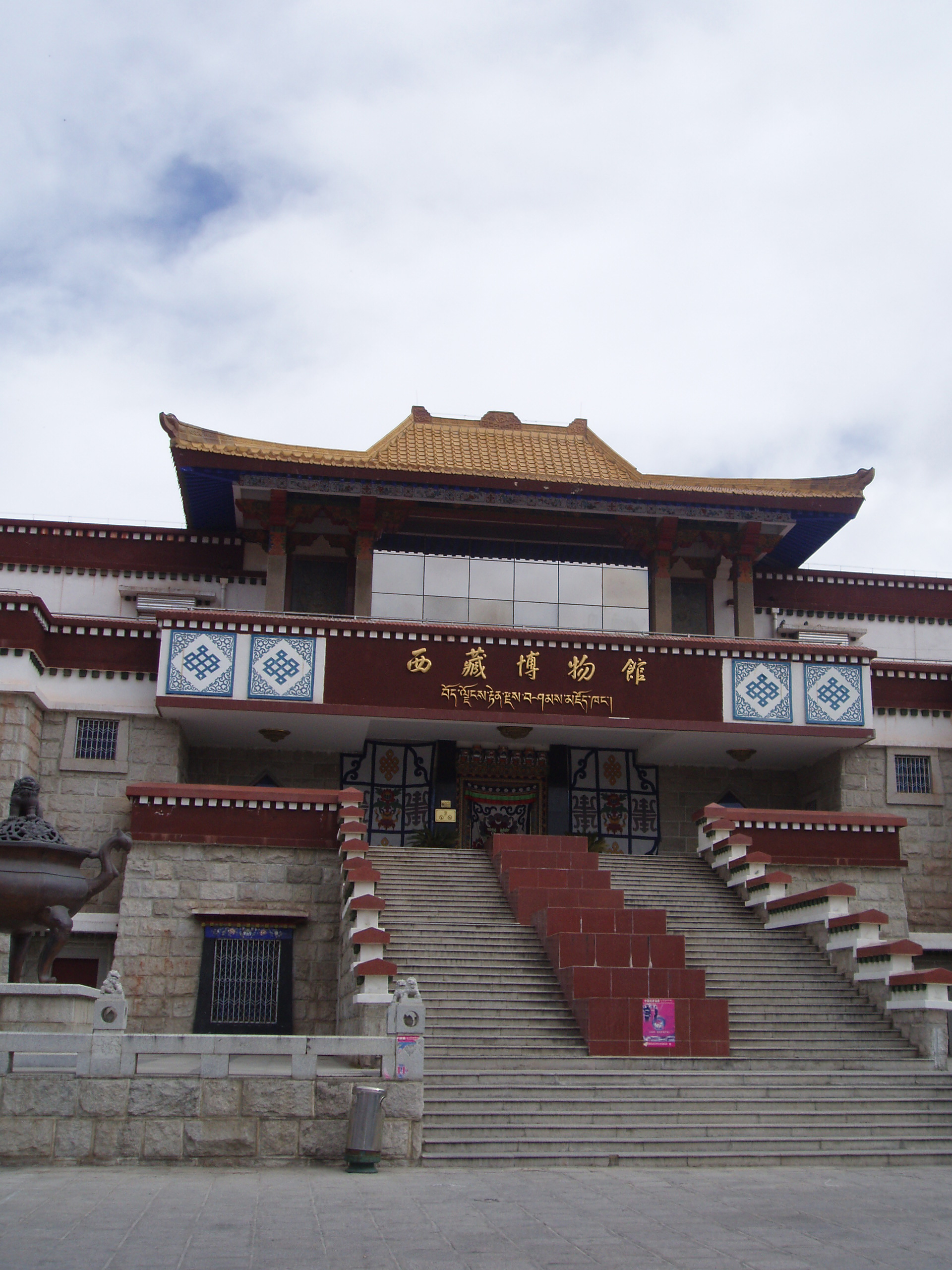
Tibet-Museum

Das Tibet-Museum (chin. Xizang bowuguan 西藏博物馆; tib. བོད་ལྗོངས་རྟེན་རྫས་བཤམས་མཛོད་ཁང་; Wyl.: bod ljongs rten rdzas bshams mdzod khang / Böjong Tendzé Shamdzökhang usw.) in Lhasa, der Hauptstadt des Autonomen Gebiets Tibet der Volksrepublik China, wurde im Oktober 1999 fertiggestellt und ist 53.959 Quadratmeter groß. Es verfügt über „zahllose historische und kulturelle Relikte, buddhistische Figuren, alte tibetische Bücher und Aufzeichnungen sowie Volkskunsthandwerk“. 